# Salamanca (Chile)
Salamanca ist eine chilenische Stadt und Kommune in der Provinz Choapa, Región de Coquimbo. Sie befindet sich 30 km (19 Meilen) östlich von Illapel, dem Verwaltungszentrum der Provinz und 316 km (196 Meilen) nördlich von Santiago. Salamanca wird normalerweise von der Stadt Los Vilos aus angefahren. Diese liegt an der Panamericana und verbindet den Ort mit dem Rest des Landes.

## Söhne und Töchter der Stadt
- Elías Lafertte Gaviño (1886–1961), Politiker und Gewerkschafter
- Isaías Cabezón (1891–1963), Maler